# کهیا
کهیا یک روستا در ایران است که در دهستان دستجرده واقع شده‌است. کهیا ۵۲۵ نفر جمعیت دارد.